# Chelodina expansa
Chelodina expansa hay rùa cổ dài mai rộng trong họ Chelidae. Đây là loài rùa cổ dài lớn nhất với mai dài tới 45 cm. Loài này được Gray mô tả khoa học đầu tiên năm 1857.